# Museo Officine Benelli
Il Museo Officine Benelli sorge a Pesaro, in Viale Mameli 22, proprio negli ex stabilimenti della Benelli, in uso fino alla fine degli anni '80. Dell'originale impianto, che si estendeva su una superficie di circa 33.000 mq. (di cui 22.000 coperti), è stato "salvato" solo un edificio di poco più di mille metri quadrati, unico esempio di archeologia industriale della città. In questa struttura, di proprietà comunale, è stato ricavato il Museo Officine Benelli, gestito dal Registro Storico Benelli (Presidente: Marco Brusciotti) e dal Moto Club Pesaro "Tonino Benelli" (Presidente: Marco Vanzolini). È un Museo unico nel suo genere non solo perché ricavato nei locali storici della Benelli, ma soprattutto per le motociclette esposte che sono in massima parte di proprietà dei soci dei due sodalizi. Un Museo "vivente" in continuo divenire. 

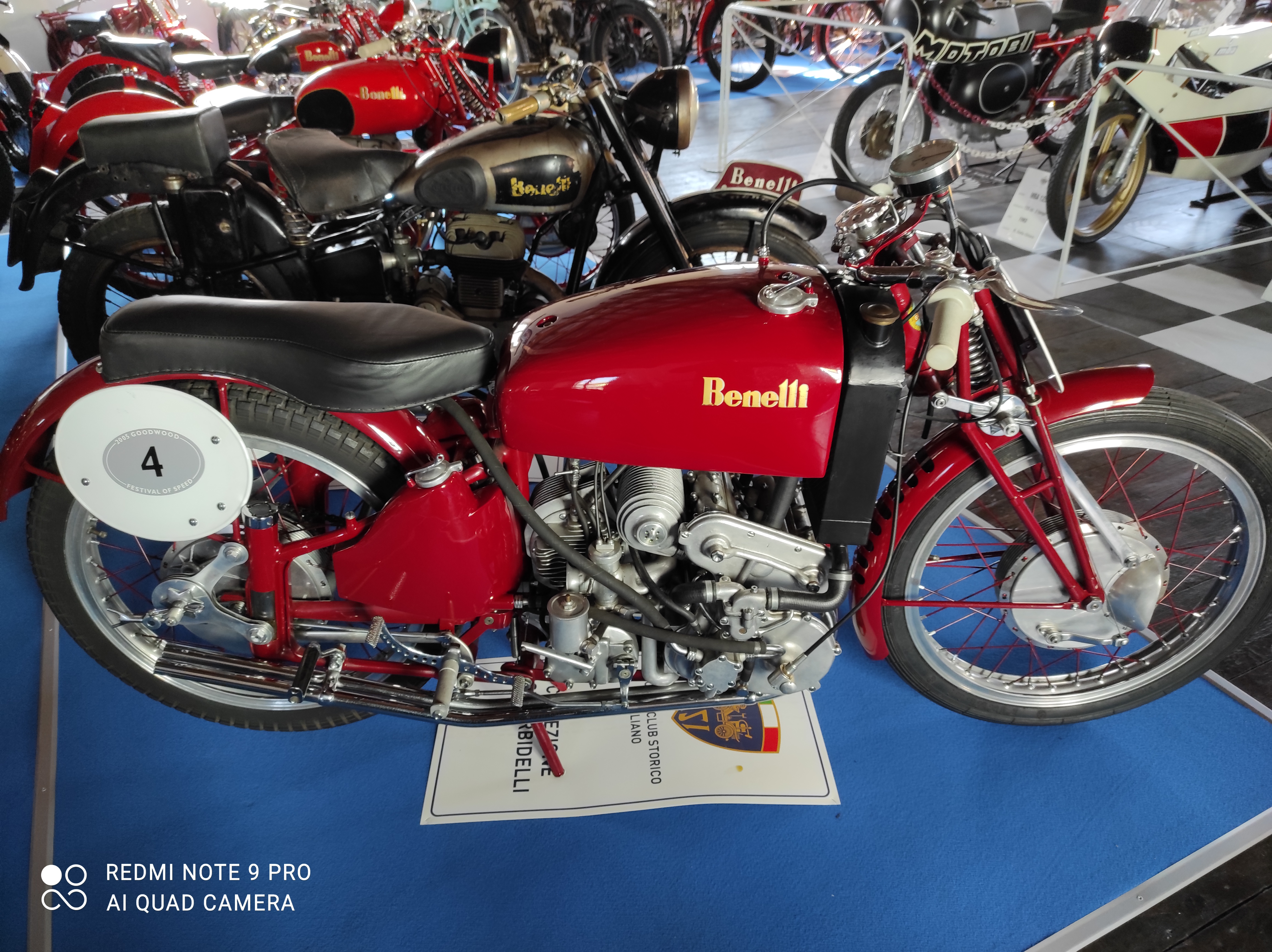
L'esemplare più prestigioso della Collezione ASI-Morbidelli: la Benelli 4 cilindri con compressore volumetrico del 1942. Nata per le competizioni, non gareggerà mai per lo scoppio della Seconda guerra mondiale Nel dopoguerra i regolamenti vieteranno la sovralimentazione. Questo è l'unico esemplare esistente al mondo.

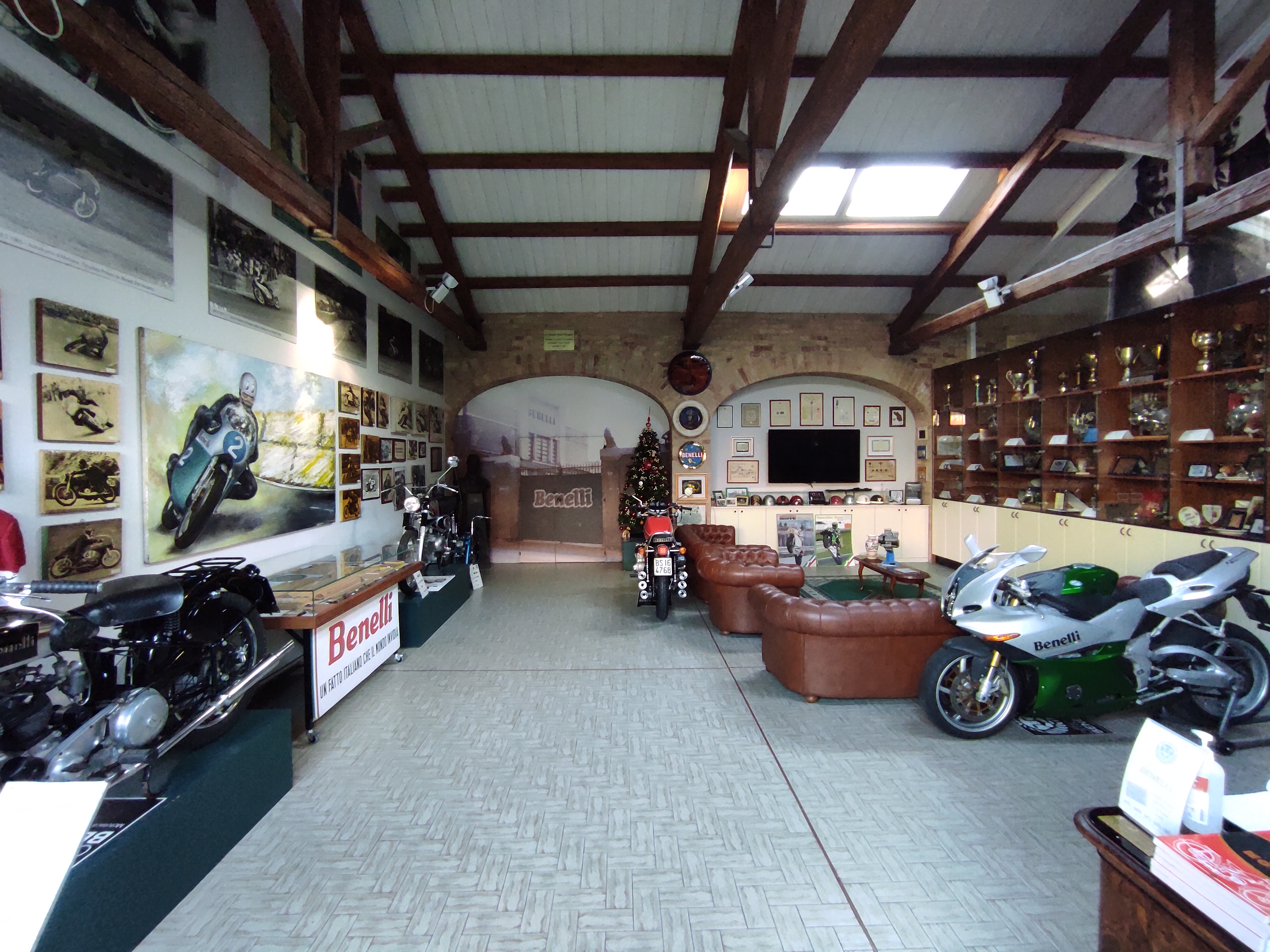
Sala Paolo Prosperi

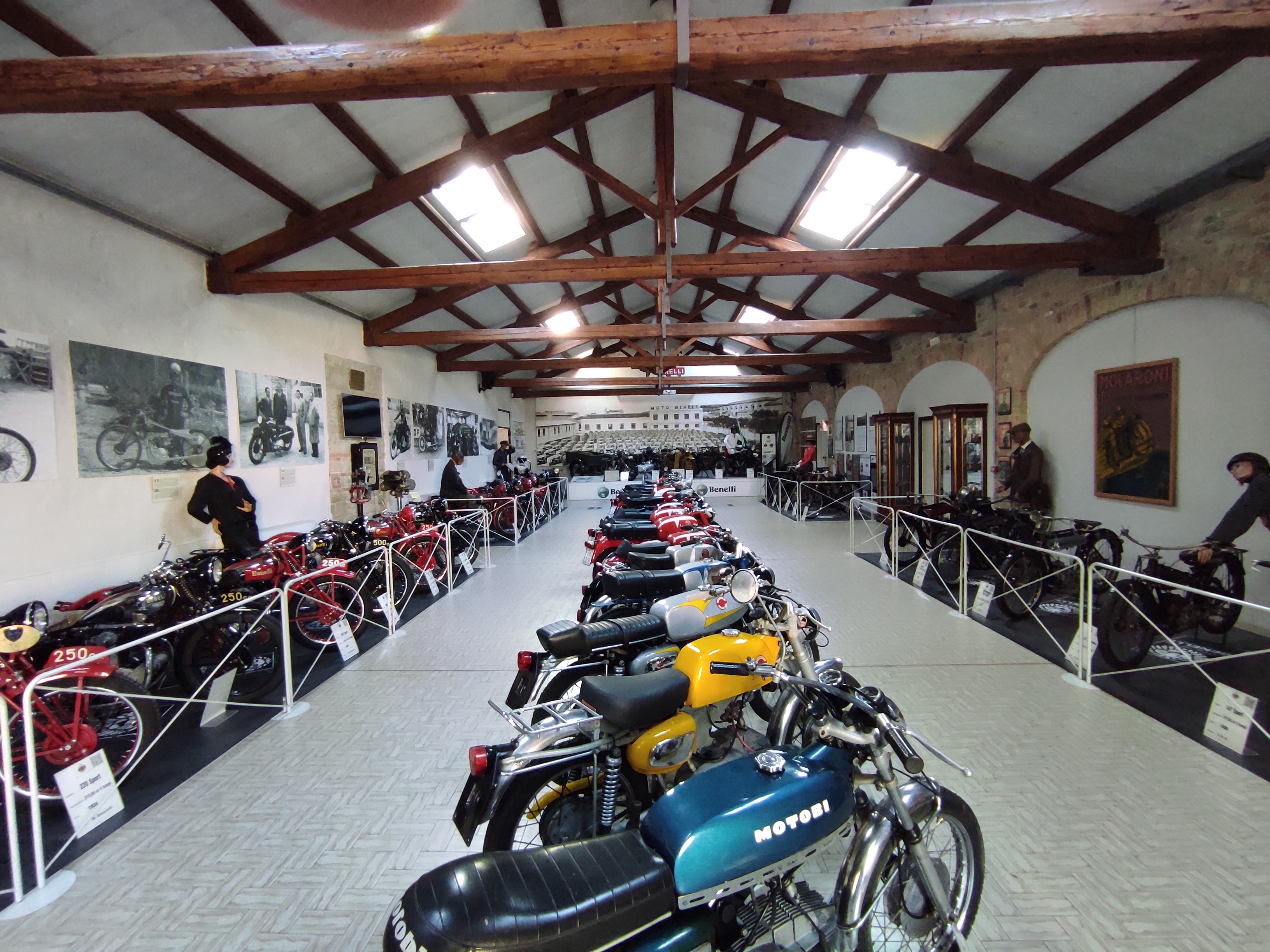
Sala Giuseppe Benelli. Sul perimetro le moto Benelli anteguerra. Al centro le MotoBi.

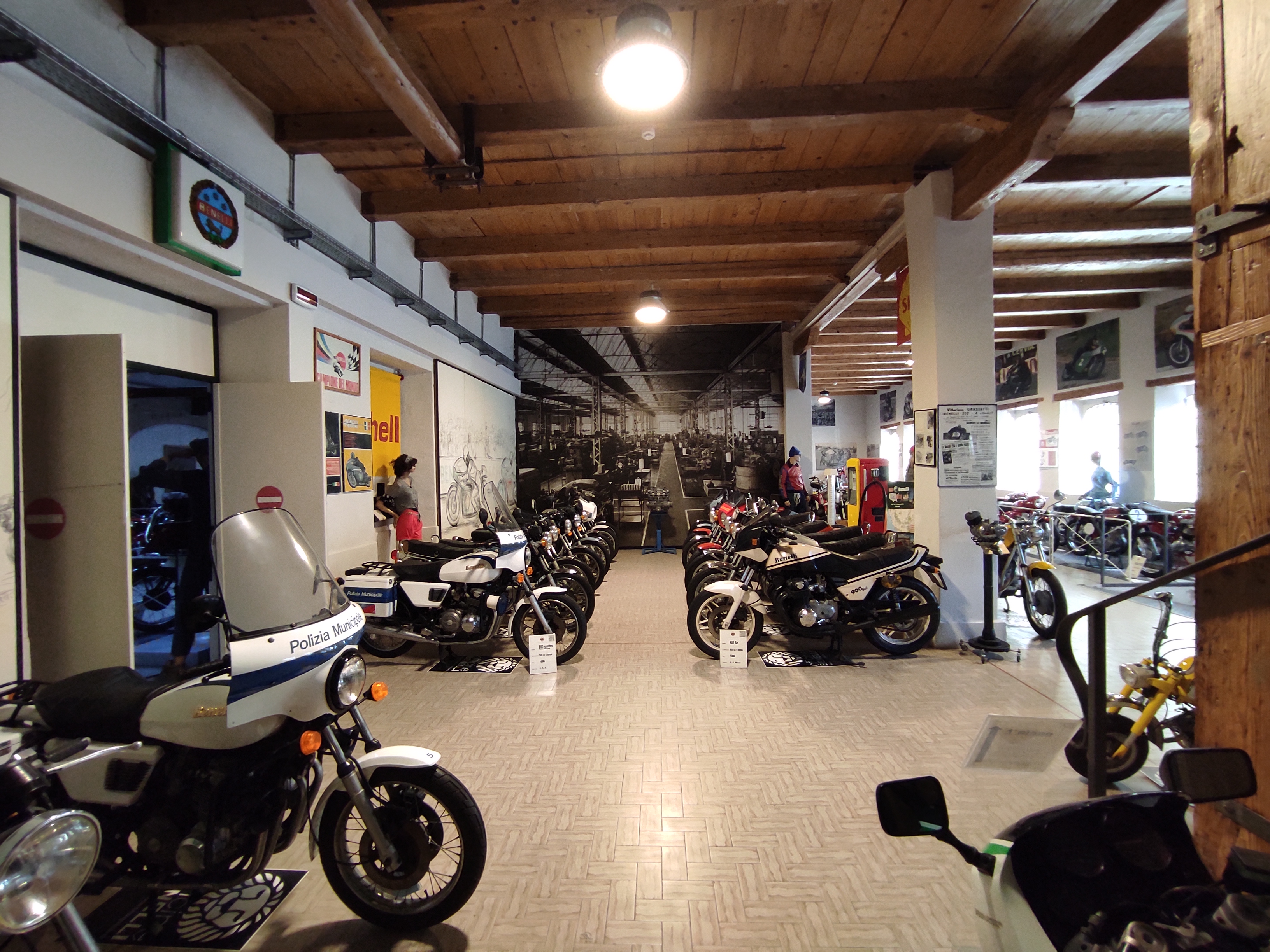
Produzione di De Tomaso

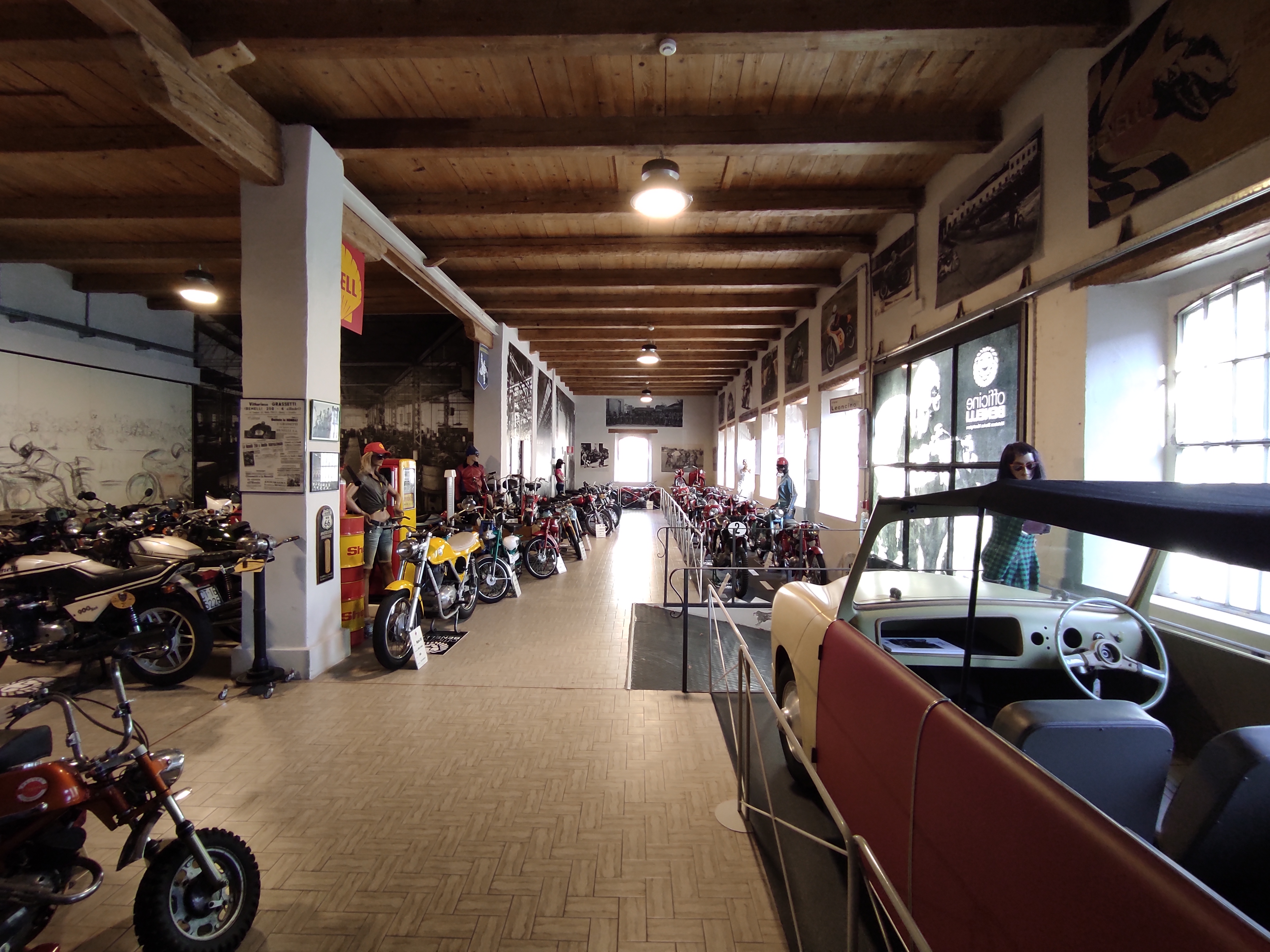
In primo piano sulla destra esemplare della versione giardiniera della vettura BBC progettata da Giuseppe Benelli. Sullo sfondo il viale dedicato alla moto più famosa della Benelli: il Leoncino

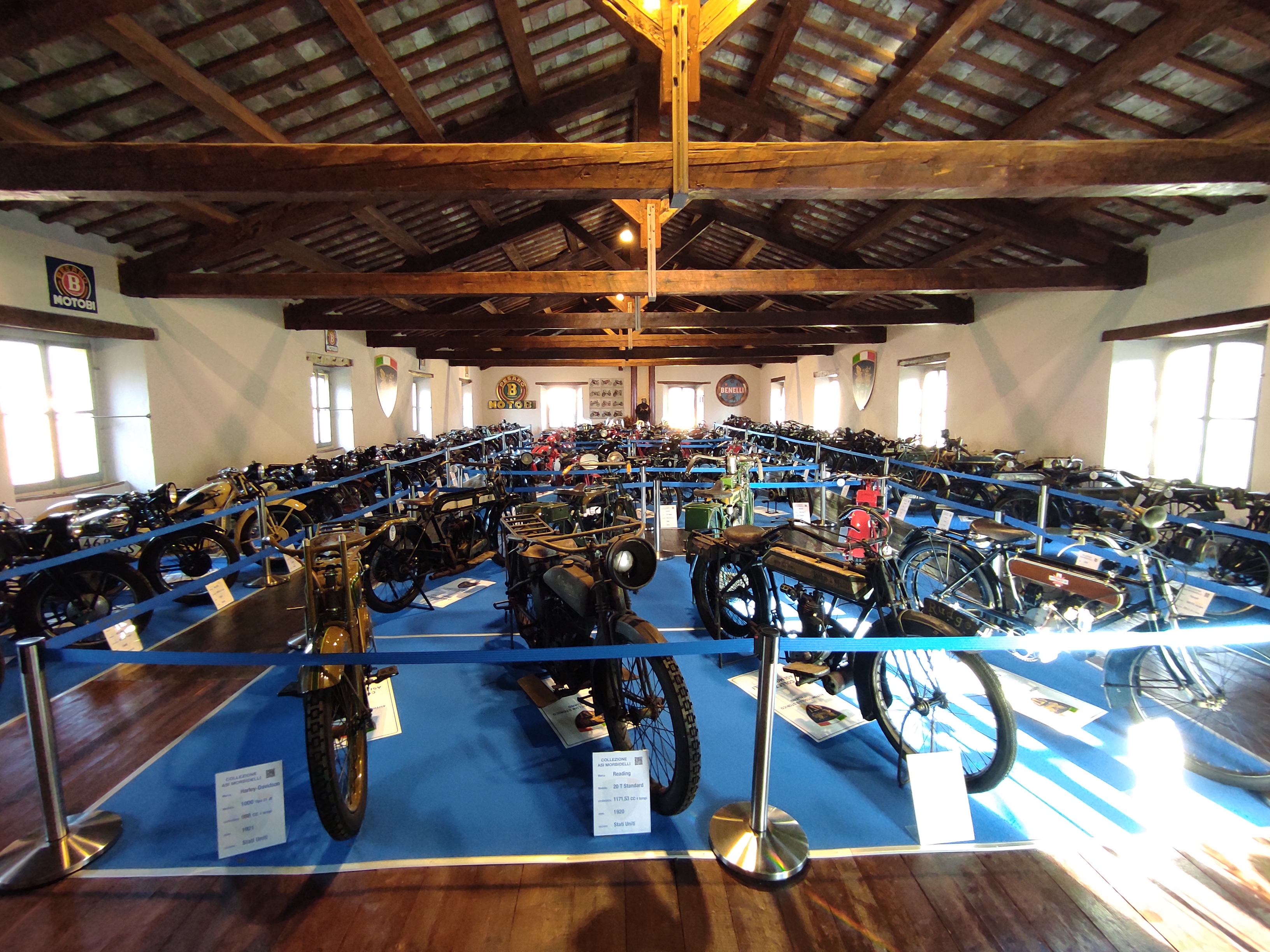
Sala dedicata alla collezione ASI-Morbidelli

## Descrizione
Il fabbricato "sopravvissuto" della vecchia fabbrica Benelli, a suo tempo adibito a magazzino, è stato perfettamente restaurato con la supervisione della Sovrintendenza alle Belle Arti negli anni 2000. Nelle sue sale sono in esposizione permanente circa 200 motociclette Benelli, MotoBi e non solo; dalla primavera 2021 è possibile ammirare la prestigiosa collezione ASI-Morbidelli. 

- Sala 1 - Il percorso inizia dalla sala dedicata al Dott. Paolo Prosperi (cofondatore e storico presidente del R.S.B. scomparso nel 2020) in cui si possono ammirare alcune moto "simbolo" dell'ultracentenaria storia della casa pesarese, fotografie di piloti, tecnici e personaggi che hanno dato lustro e gloria alla Benelli e MotoBi. Sul lato dx rispetto alla porta d'ingresso campeggia una gigantografia con i sei fratelli Benelli, sotto di essa vi è una amplissima bacheca con numerosi trofei e motori Benelli, MotoBi e Molaroni. Nella parete opposta vi sono le fotografie dedicate ai piloti più rappresentativi dell'ultra centenaria storia della Benelli: Tonino Benelli, Renzo Pasolini, Dario Ambrosini, Kelvin Carruthers, Paolo Campanelli, Silvio Grassetti, Tarquinio Provini, Mike Hailwood, Jarno Saarinen, Dorino Serafini, Eugenio Lazzarini. Inoltre numerose altre testimonianze di decine di altri piloti ed eventi. Al centro di questa parete campeggia un dipinto dedicato a Renzo Pasolini, sotto il quale vi è un plastico in scala 1:200 della fabbrica Benelli nel momento della sua massima espansione. Stabilimento demolito negli anni "80" per far posto ad un centro direzionale del quale si salva solo lo stabile in cui è stato ricavato il Museo, a suo tempo dedicato a magazzino di ricambi e motociclette. Ultimamente è stato collocato un dipinto raffigurante una Benelli 4 cilindri da competizione con in sella un "rider" d'eccezione: Gioacchino Rossini.
- Sala 2 - Prosegue nella grande sala dedicata all'Ing. Giuseppe Benelli in cui, oltre alla prima motocicletta transitata a Pesaro nel 1897, un triciclo De Dion Bouton e due rarissime moto Molaroni degli anni venti, vi sono le Benelli costruite prima della seconda guerra mondiale e l'esemplare originale con cui Tonino Benelli vinse il suo primo titolo italiano nel 1927, infine una vasta gamma di MotoBi dal 1950 al 1970.
- Sala 3 - In questo ambiente vi sono due esemplari di Letizia, tutti i tipi del modello Leoncino, le pluricilindriche a sei e quattro cilindri e le bicilindriche due tempi del periodo De Tomaso, alcuni modelli per il mercato USA e una nutrita serie di ciclomotori a ruote alte e basse. Inoltre vi sono due esemplari di automobile BBC (versione giardiniera e autotelaio con motore) progettate da Giuseppe Benelli, appartenenti alla Collezione ASI-Morbidelli.
- Sala 4 - La mostra prosegue su un piano rialzato di circa 250 m². con impalcato e tetto in legno, dove è stata collocata la Collezione ASI-Morbidelli costituita da 71 esemplari di motociclette di 30 diversi marchi appartenenti a 9 nazioni, tutti modelli antecedenti il secondo conflitto mondiale. Questi esemplari provengono dal Museo Morbidelli, che è stato alienato nel 2019, costituito da circa 350 motociclette provenienti da tutte le parti del mondo, impeccabilmente esposte su una superficie di 3.000 mq., frutto della passione dell'industriale pesarese Giancarlo Morbidelli, una collezione fra le più prestigiose e complete d'Europa.[2][3] Infine, su una ideale "pit line", alcuni rari esemplari di moto da competizione costruite a Pesaro e provincia fra gli anni sessanta e ottanta: MotoBi, MBA, Morbidelli, Piovaticci e Sanvenero.[4]